# Times New Roman
Pour la chanson, voir In Times New Roman....
Times New Roman est une police de caractères avec empattement répandue, faisant partie de la famille des réales. Elle est apparue en 1932 dans le journal londonien The Times (police Times), pour lequel elle a été dessinée par Victor Lardent sous la direction de Stanley Morison (Monotype). Bien qu’elle ne soit plus utilisée par le journal, cette police est toujours très utilisée dans les livres[réf. nécessaire].
Descendante à travers les siècles de la minuscule caroline, elle est basée sur le Plantin et le Perpetua, mais a été adaptée pour faciliter la lecture et occuper moins d’espace.

## Variantes
Les caractères grecs, Greek Upright Series 565, Greek Inclined Series 566 et Greek Bold Series 567 ont été dessinés pour être utilisés avec les polices Times New Roman.
Une variante a été conçue pour l’impression de formules mathématiques, Times Series 569  Mathematics, utilisant le système 4-line développé par Monotype en 1957. Celle-ci utilise un italique incliné a 12° plutôt que 16° et des formes de « v » et « w » plus distinctes du nu grec. Des caractères grecs et d’écriture manuaire ont aussi été dessinés pour cette variante.

## Police numérique
Microsoft en a fait la police par défaut de son logiciel d’édition Word (toutefois, depuis la version 2007, Calibri est le caractère par défaut). Cette police est incluse avec tous les systèmes d’exploitation Windows depuis Windows 3.1.
Sur les systèmes Windows, elle est connue pour être la police par défaut des pages web sur la plupart des navigateurs web[réf. souhaitée].